# 161ª Squadriglia
La 161ª Squadriglia era un reparto del Regio Esercito.

## Storia

### Prima guerra mondiale
Nel marzo 1918 nasce la Prima Sezione SIA 9b a Riva di Chieri prima di andare all'Aeroporto di Padova con 2 piloti per 2 aerei ed il 12 maggio all'Aeroporto di Brescia-Ghedi ma dopo la radiazione dei SIA viene sospesa la formazione della 161ª Squadriglia che va in linea solo il 15 novembre al Campo di aviazione di Verona-Tombetta al comando del Capitano Giacomo Barucchi che dispone di altri 7 piloti per i SIA 9b e gli Ansaldo S.V.A. 4.
Viene sciolta nel marzo 1919.

### Regia Aeronautica
Dopo il 1928 la 161ª Squadriglia caccia marittima della Regia Aeronautica è attiva con i Fiat C.R.20 idrovolanti e Macchi M.7ter all'Idroscalo di Orbetello.

### Seconda guerra mondiale
Al 10 giugno 1940 la 161ª Squadriglia Autonoma Caccia Marittima era a Portolago di Lero con 2 IMAM Ro.43 e 7 IMAM Ro.44 nell'Aeronautica dell'Egeo - AEGE.
Nel giugno del 1941, la squadriglia diventa da caccia terrestre passando ai Fiat C.R.42, spostandosi sull’isola di Rodi.